# Hallaçlar, Çine
Hallaçlar là một xã thuộc huyện Çine, tỉnh Aydın, Thổ Nhĩ Kỳ. Dân số thời điểm năm 2010 là 327 người.